# Shake me I rattle (Squeeze me I cry)
Shake me I rattle (Squeeze me I cry) is een lied geschreven door Hal Hackady en Charles Naylor. Het is een sentimenteel lied, dat ook wel als kerstliedje wordt gezien. Onder andere de volgende artiesten hebben het opgenomen:
- de Amerikaanse Lennon Sisters in 1957[1]
- de Amerikaanse Clare Nelson in 1957 via Epic Records
- Dave King
- de Britse The Kaye Sisters (trio) in 1957 als B-kant van hun single Alone[2]; ze stonden er één week mee in de Britse UK Singles Chart in januari 1958
- de Amerikaanse Marion Worth had er de grootste hit mee en wel in 1963;
- de Amerikaanse Connie Landers in 1963
- in 1963 zong Sandra Reemer een Nederlandse versie onder de titel Sprookjesbal
- de Amerikaanse Cristy Lane gaf het uit in 1977 en haalde er de zestiende plaats mee in de countryhitlijst van Billboard.
- de Ierse Derrick & the Sounds in 1982
- Lisa Brokop nam het in de jaren negentig op voor een Kerst-verzamelplaat

## Lennon Sisters
De Lennon Sisters (Diane, Janet, Kathy en Peggy) gaven het in 1957 uit als single, ep en als elpeetrack op hun debuutalbum Let’s get acquinted. Ze vier zusjes uit een familie met elf kinderen waren regelmatig te gast in de Amerikaanse Lawrence Welk Show. Zij werden ontdekt door schoolgenoot Larry Welk, zoon van Lawrence. De vader van de meisjes Bill Lennon was trouwens soms gast bij Paul Whiteman waar hij op zijn beurt zong met zijn broers. Hun claim to fame waren optredens in de Hollywood Bowl.

## Marion Worth
Marion Worth had een Amerikaanse hit met dit nummer. Ze stond acht weken met dit plaatje in de Amerikaanse Billboard Hot 100 met als hoogste notering plaats 42.